# Artoria avona
Artoria avona là một loài nhện trong họ Lycosidae.
Loài này thuộc chi Artoria. Artoria avona được Volker W. Framenau miêu tả năm 2002.